# SCVNGR
SCVNGRは携帯電話用位置ゲープラットフォーム及び運営会社名である。
企業、教育機関、団体がWebからSCVNGR上で独自の課題ゲームを構築でき、ショートメッセージサービスにも対応している。
場所に到着し課題を達成することにより、利用者はポイントとしてバッジ・無料の景品・割引権などを獲得できるほか、各自の状況をフェイスブックやツイッターで公開できる。
2010年6月の時点で、1000の企業・教育機関、団体が利用した。
2011年2月に利用者が100万人以上に達したと推測され、 同年3月に、地方の雇用や地元意識を高めるためのモバイル決済プラットフォームであるLevelUpを立ち上げた。

## 教育現場での利用例
主に大学構内や大学図書館内においてオープンキャンパスや新入生のための紹介用ツールとして利用されている。
従来の集団案内に比べ能動的に参加者が行動し、課題達成の過程にて参加者同士のアイスブレイクの場として役立つことから採用されることが多い。
ケンタッキー州のルイビル大学は公式サイトにてSCVNGRを用いた案内用動画を公開している。
ボイシ州立大学とオレゴン州立大学は図書館利用や蔵書検索などの紹介ゲームを提供している。